# John Singleton Copley
John Singleton Copley (Boston, 3 de julho de 1738 – Londres, 9 de setembro de 1815) foi um destacado pintor dos Estados Unidos, também ativo na Inglaterra.

## Biografia
Era filho dos comerciantes irlandeses Richard e Mary Singleton Copley. A tradição afirma que foi um talento precoce, mas nada se sabe com certeza de seus primeiros anos, nem de sua primeira educação em arte. Seu padrastro, Peter Pelham, pode ter-lhe ensinado os rudimentos do desenho e da gravura. Seja como for, aos quinze anos já era capaz de gravar com habilidade, havia conseguido um nível de cultura bastante elevado e já havia feito um retrato de seu meio-irmão onde mostra uma mão segura e competente. Seu filho mais tarde disse que ele fora inteiramente autodidata, e o próprio artista se queixou quando adulto das escassas oportunidades de crescimento cultural em sua cidade, mas isso pode não ser inteiramente verdade, pois sua obra inicial mostra uma feição nitidamente acadêmica. Entretanto, não é preciso duvidar do seu talento natural e ele pode ter estudado muito através de cópias de obras qualificadas, que existiam em boa quantidade na Boston de seu tempo, seja em edifícios públicos seja em casas aristocráticas. Existe um caderno de esboços de quando ele tinha vinte anos de idade, cheios de desenhos anatômicos executados com precisão.

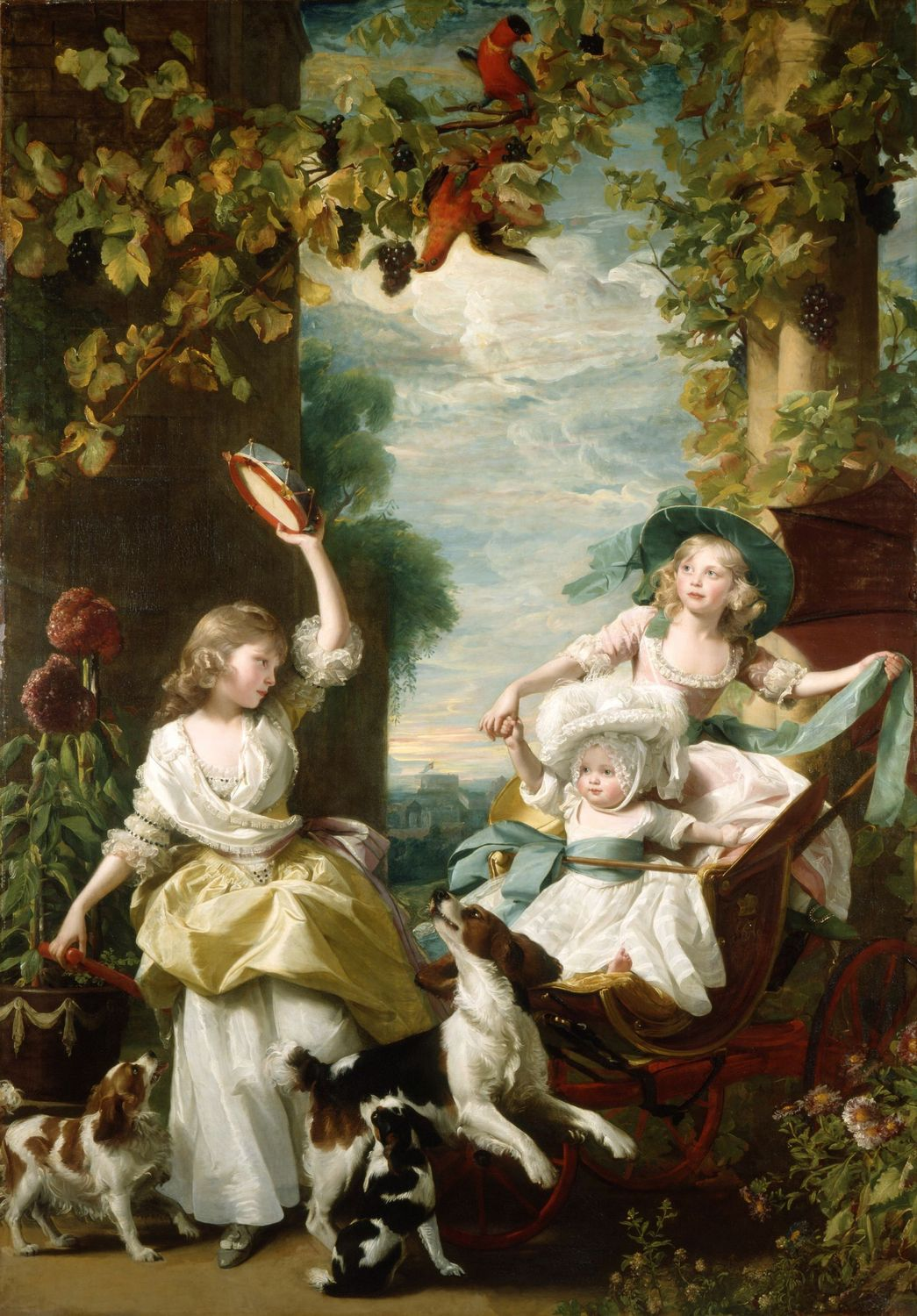
As filhas de Jorge III, 1785

Suas obras de juventude logo chamaram a atenção, e o fizeram iniciar um trabalho profissional muito cedo, além de ter sido o pioneiro na técnica do pastel nos Estados Unidos. Em 1766 já era um artista respeitado. A tradição diz que neste ano ele enviou anonimamente um obra para Benjamin West, causando admiração. Em seguida o artista enviou uma carta se identificando, e então West apresentou a peça em Londres, onde foi notada por Joshua Reynolds, que aconselhou o pintor a visitar a Inglaterra para se aperfeiçoar, um convite que foi não aceito, levando em conta que sua fama na terra natal já estava estabelecida, rendendo-lhe lucros significativos, e não havia garantias de conseguir o mesmo no estrangeiro, além de ele ter já casado com uma bela e rica herdeira e adquirido terras.
Visitando Filadélfia e New Brunswick em 1771, entrou em contato com obras de Ticiano, Correggio e Van Dyck, possuídas por ricos burgueses. Entretanto, correspondência com a Inglaterra não havia sido interrompida, e ele continuava a receber convites para se transferir para a Europa, o que acabou acontecendo em 1774, deixando a família sob o cuidado de Henry Pelham, logo encontrando West e Reynolds. Encaminhou-se em seguida para uma viagem de nove meses pelo continente, estudando detidamente a arte dos grandes mestres. Em 1775 sua família se juntou a ele em Londres.
Doravante ele iniciaria uma carreira londrina de coroada de sucesso, mas que terminaria entre grandes dificuldades, já que seu talento não conseguiria superar o que havia feito na América, ainda que tenha deixado obras importantes também nessa fase, entre pinturas históricas e retratos, incluindo de membros da família real. Entre 1776 e 1815 enviou 43 obras para os salões da Royal Academy, sendo aceito como membro pleno em 1783. Sua intensa aplicação ao trabalho custou-lhe em termos de saúde, causando-lhe depressões frequentes e muita preocupação. Continuava a pintar para encomendas americanas, além de receber muitas outras locais.
Seus últimos quinze anos foram complicados pelo contexto social instável, tornando difícil manter o mesmo nível de vida e educar convenientemente seus filhos, sendo obrigado a fazer empréstimos. Além disso experimentara algumas decepções artísticas e percebia que estava envelhecendo e que sua habilidade no pincel declinava. Em 18 de agosto de 1815 sofreu um colapso que o deixou paralítico. Recuperou-se parcialmente, mas um novo ataque em 9 de setembro foi fulminante.
Copley foi o maior pintor norte-americano da era colonial, deixando 350 obras de grande qualidade em estilo realista, um legado que exerceu decisiva influência sobra a pintura dos Estados Unidos no século XIX. A segunda parte de sua carreira também foi significativa, sendo um dos pintores que desenvolveu o gênero de pintura histórica na Inglaterra e um pioneiro no sistema de exibições privadas.